# Almost Unreal
"Almost Unreal", skriven av Per Gessle, utkom i maj 1993 på singel av den svenska popduon Roxette. 
Den fanns med på soundtracket till filmen Super Mario Bros. från 1993 med Bob Hoskins, John Leguizamo och Dennis Hopper. Singeln "Almost Unreal" nådde topp 10 i Storbritannien på UK Singles Chart men placerade sig sämre på listan Billboard Hot 100 i USA.
I Sverige låg melodin på Trackslistan i sex veckor under perioden 22 maj-26 juni 1993, med fjärdeplats som högsta placering där.
Låten spelades in i Mayfair Studios i London, och i Polar Studion i Stockholm mars 1993 samtidigt som sångerskan Marie Fredriksson var höggravid. "Almost Unreal" var först skriven för att vara med i Bette Midler-filmen Hocus Pocus, men kom inte med. 

## Låtlista
1. Almost Unreal
2. The Heart Shaped Sea
3. Fingertips '93
4. Almost Unreal (A/C Mix)

## Listplaceringar
| Lista (1993)  | Position |
| ------------- | -------- |
| Australien    | 17       |
| Nederländerna | 31       |
| Norge         | 6        |
| Schweiz       | 15       |
| Sverige       | 8        |
| Österrike     | 20       |

### Fotnoter
1. ↑  ”Roxette”. Arkiverad från originalet den 16 oktober 2011. https://web.archive.org/web/20111016201530/http://roxette.se/discography.php?show=release&id=11. Läst 22 maj 2011.
2. ↑  Lindström, Sven (2025-02-06). Att vara Per Gessle:en auktoriserad biografi
3. ↑  ”Listplacering”. http://australian-charts.com/showitem.asp?interpret=Roxette&titel=Almost+Unreal&cat=s. Läst 22 maj 2011.
4. ↑  ”Listplacering”. http://dutchcharts.nl/showitem.asp?interpret=Roxette&titel=Almost+Unreal&cat=s. Läst 22 maj 2011.
5. ↑  ”Listplacering”. http://norwegiancharts.com/showitem.asp?interpret=Roxette&titel=Almost+Unreal&cat=s. Läst 22 maj 2011.
6. ↑  ”Listplacering”. http://hitparade.ch/showitem.asp?interpret=Roxette&titel=Almost+Unreal&cat=s. Läst 22 maj 2011.
7. ↑  ”Listplacering”. http://swedishcharts.com/showitem.asp?interpret=Roxette&titel=Almost+Unreal&cat=s. Läst 22 maj 2011.
8. ↑  ”Listplacering”. http://austriancharts.at/showitem.asp?interpret=Roxette&titel=Almost+Unreal&cat=s. Läst 22 maj 2011.